# スノーデン 独白
『スノーデン 独白: 消せない記録』（スノーデン どくはく: けせないきろく、Permanent Record）は、アメリカ国家安全保障局（NSA）の国際的監視網の暴露が世界的な議論を引き起こしたエドワード・スノーデンの自伝。アメリカの憲法記念日である2019年9月17日にHenry Holt and CompanyのインプリントであるMetropolitan Booksから出版された。本書には、スノーデンの幼少期およびアメリカ中央情報局（CIA）、NSAに勤務していた頃の経験、2013年に機密文書を漏洩させて大量監視システムを暴露した理由などが記されている。
出版時、アメリカ合衆国政府は、CIAとNSAおよびスノーデンの間の秘密保持契約への違反を理由にスノーデンを提訴した。この訴訟の目的は、本の出版を差し止めることではなく、スノーデンが本書から得る収益を差し押さえることであった。2019年12月、米地方裁判所判事Liam O'Gradyは米政府の主張を認めた。本書は中国で検閲され、権威主義、プライバシー保護技術、プライバシーの権利に関する記述が削除されている。